# Androcídio
Androcídio é referente à matança sistemática de pessoas do sexo ou género masculino. 

## Etimologia
Androcídio é uma neologismo paralelo à palavra feminicídio. É um hipônimo da palavra generocídio. A raiz etimológica da palavra é derivada de uma combinação do prefixo grego andro que significa "homem" ou menino, com o sufixo -cídio, do latino -cidium, o que significa matança.
Como a palavra generocídio, cunhado pela feminista norte-americana Mary Anne Warren em seu livro de 1985, Generocídio: As Implicações da Seleção do Sexo, "androcídio" tem origens recentes, precisamente na crítica académica a este livro, por Christine Overall, em 1987, tendo a palavra entretanto sido importada para o português.

## Resumo
O androcídio é um caso extremado de misandria. Pode ser uma tentativa deliberada, muitas vezes com o objetivo de degradar a capacidade defensiva do adversário, ou povo subjugado. Androcídio também foi uma característica da literatura na mitologia grega e cristã (em particular no episódio do Massacre dos Inocentes). É frequentemente invocado em relação ao feminismo nas suas vertentes mais radicais, em particular pelos antifeministas. Algumas organizações, bem como alguns escritores, têm argumentado que constitui androcídio quando a sociedade em geral participa ou permite a dizimação de uma proporção significativa de homens e meninos durante as conscrições para o serviço militar.
Com relação às plantas, androcídio pode referir-se aos esforços para direcionar a polinização através de emasculação em determinadas culturas.